# Machimus javieri
Machimus javieri là một loài ruồi trong họ Asilidae. Machimus javieri được Weinberg & Bächli miêu tả năm 2001. Loài này phân bố ở vùng Cổ Bắc giới.